# Hyperstrotia macroplaga
Hyperstrotia macroplaga là một loài bướm đêm trong họ Noctuidae.